# Chontal van Tabasco (volk)
De Chontal van Tabasco (Chontal van Tabasco Yokot´an) zijn een Mayavolk woonachtig in de staat Tabasco in Mexico. Volgens gegevens uit het jaar 2000 leven 79.438 Chontal van Tabasco in Mexico, waarvan ruim de helft de inheemse taal nog spreekt.
De naam Chontal komt van het Nahuatl Chontalli, vreemdeling. Zij delen hun naam met de Chontal van Oaxaca, die echter een Tequistlateeks volk zijn en niet verwant aan de Chontal van Tabasco.
De Chontal van Tabasco leven in de regio Chontalpa in het kustgebied van de staat Tabasco. Hun leefgebied bestaat voornamelijk uit regenwoud, mangrove en wetlands. La Malinche, de minnares van Hernán Cortés, was waarschijnlijk een Chontal.